# Родолюб Вулович
Родолюб «Рокі» Вулович (серб. Родољуб Роки Вуловић / Rodoljub Roki Vulović; нар. 1 травня 1955, Бієліна, СФР Югославія) — югославський і сербський співак, автор і виконавець низки пісень у жанрі турбо-фолк. Працював директором Політехнічної та фармацевтичної школи в Бієліні.

## Погляди
Вулович вважає, що найбільшими друзями Сербії є росіяни та греки.  Він також сказав, що боснійці загалом хороші люди, якщо їх не дратувати. Вважає, що і четники, і югославські партизани є героями Другої світової війни, але обидві групи чинили злочини проти мирного населення.
При цьому він висловився дуже поважно до українського народу та засудив агресію проти України. І додав, що за любки відвідав би Україну, з концертом, після війни.

## Дискографія
- Kristina (1972)
- Paša (1988)
- Semberski junaci (1992)
- Garda Panteria (1993)
- Junaci Kozarski (1994)
- Crni bombarder (1995)
- Zbog tebe (1997)
- Otadžbini na dar (2001).